# São Filipe
São Filipe (San Filipi in creolo capoverdiano) è una città di Capo Verde, capoluogo della contea omonima. Si trova sull'isola di Fogo, appartenente al gruppo delle Sotavento, nella parte sudoccidentale dell'isola, a sudovest di Mosteiros. In passato è stata la terza più grande città di Capo Verde; oggi è la quinta.